# Golf (patiens)
Golf är en patiens som går, liksom andra patienser, ut på att genom att bygga upp eller ner på bordets kort bli av med handens kort. Skillnaden är att i denna spelvariant är kortens färg utan betydelse, istället är det enbart kortens nummer som är betydelsefulla.